# 효숙황후
효숙황후 주씨(孝肅皇后 周氏, 선덕 5년 10월 14일(1430년 10월 30일) ~ 홍치 17년 3월 1일(1504년 3월 16일))는 중국 명나라의 제6, 8대 황제 영종의 황후(서후)이다. 성화제의 모후이기도 하다. 흔히 주귀비(周貴妃)라고도 하며, 《명사》(明史)에는 효숙주태후(孝肅周太后)로 기록되어 있다.

## 생애
창평(昌平) 출신이다. 언제 태어났는지는 분명하지 않으며, 성은 주(周)이다.
정통 12년(1447년) 아들 견심(見深, 훗날의 성화제)을 낳았으며, 천순 원년(1457년) 영종의 후궁이 되어 귀비(貴妃)에 봉해졌다. 이후 1464년(천순 8년) 아들 견심이 황위에 오르자 황태후에 책봉되었다. 이후 손자인 홍치제가 황위에 오르자 태황태후에 책봉되었다. 홍치 17년 3월(1504년)에 붕어하였다.

## 존호, 시호, 능호
성화 23년(1487년)에는 성자인수황태후(聖慈仁壽皇太后)의 휘호가 올려졌다. 홍치 원년(1504년)에는 태황태후로 격상이 되어 성자인수태황태후(聖慈仁壽太皇太后)로 다시 올려진다.
태황태후 주씨 사망 이후인 홍치 17년(1504년)에 시호를 올려 효숙정순강의광렬보천승성예황후(孝肅貞順康懿光烈輔天承聖睿皇后)로 올려졌으나, 가정제 때 정후(첫번째 부인)에게만 황제의 시호를 사용하도록 하여, 효숙정순강의광렬보천승성태황태후(孝肅貞順康懿光烈輔天承聖太皇太后)로 잠시 올려졌으나, 다시 시호를 개시하여 효숙정순강의광렬보천승성황후(孝肅貞順康懿光烈輔天承聖皇后)로 최종적으로 올려졌다.
능호는 유릉(裕陵)이고, 태묘에는 부묘되지 못했다.